# NGC 5619
NGC 5619 este o radiogalaxie situată în constelația Fecioara. A fost descoperită în 10 aprilie 1828 de către John Herschel. Se află la o distanță de 106,66 megaparseci de Pământ.